# Sugimoto Etsu Inagaki
Sugimoto Etsu Inagaki (jap. 杉本 鉞子, Sugimoto Etsuko; * 1873 in Nagaoka in der Präfektur Niigata (früher Provinz Echigo) Nordjapan; † 1950) war eine japanische Autobiographin und Romanschriftstellerin.

## Leben
Etsuko wurde als Tochter eines Karō, ersten Ratgebers im Kaiserreich, geboren. Der Zusammenbruch des Feudalsystems kurz vor ihrer Geburt bedeutete für ihre Familie eine entscheidende Veränderung der wirtschaftlichen Verhältnisse.
Nach japanischem Brauch war Etsuko schon als kleines Mädchen einem japanischen Kaufmann anverlobt worden, der in Cincinnati in den USA lebte. Nach dem Besuch einer Methodisten-Mädchenschule wurde Etsuko nach Tokio gesandt, um sich für ihr Leben in Amerika vorzubereiten. Sie wurde Christin und fuhr im Jahre 1898 in die neue Heimat, um zu heiraten.
Bald wurde sie Mutter von zwei Töchtern, die sie später in Japan erziehen ließ. In New York City wandte sich Etsuko dann der Literatur zu und gab an der Columbia University Unterricht in japanischer Sprache, Geschichte und Kultur. Nebenher schrieb sie für Zeitungen und Zeitschriften. Sie kehrte 1927 nach Japan zurück. Sie starb 1950.

## Werke
- A Daughter of the Samurai, mit Florence Wilson 1923, Erstveröffentlichung in der Zeitschrift Asia[1]
  - dt. Tochter des Samurai. Rowohlt 1957.
- With Taro and Hana in Japan (in Zusammenarbeit mit Nancy Virginia Austen 23. September 1926)
- A Daughter of the Narikin (1932)
- In memoriam: Florence Mills Wilson (1933)
- A Daughter of the Nohfu
  - dt. Heirat in Nippon. Holle & Co. 1935.
- Grandmother O Kyo (1940)
- But the Ships Are Sailing (1959)